# Keyopsis
Keyopsis is een geslacht van rechtvleugeligen uit de familie veldsprinkhanen (Acrididae). De wetenschappelijke naam van dit geslacht is voor het eerst geldig gepubliceerd in 1993 door Ronderos & Cigliano.

## Soorten
Het geslacht Keyopsis omvat de volgende soorten:
- Keyopsis palidiventer Ronderos & Cigliano, 1991
- Keyopsis striativenter Ronderos & Cigliano, 1991